# 설악항
설악항은 강원특별자치도 속초시 대포동에 있는 어항이다. 2004년 11월 8일 어촌정주어항으로 지정되었다. 시설관리자는 속초시장이다.

## 연혁
- 속초시의 남쪽 끝에 위치한 항구로 시내 외곽에 위치하여 원래의 이곳의 명칭은 내물치라 불리었으며 설악산입구로 가장 많이 불리고 있는 곳이다.
- 2008년 8월 26일 강원도 속초시는 대포동의 '내물치항' 명칭이 인근에 위치한 양양군의 '물치항'과 이름이 비슷해 관광객들이 혼동하는 등 문제가 발생하여 '설악항'으로 변경하기로 하였다.[2] 이에 따라 강원도 속초시는 종전 '내물치항'의 명칭을 '설악항'으로 변경 고시하였다.[3]

## 어항 시설
- 방파제 211m, 방사제 70m, 물량장 126m[3]

## 어항 구역
- 수역: 본 방파제 기점 북측 30m지점(X:517,980.906 Y:165,682.840)에서 S85°E방향으로 120m지점(X:517,970.563 E:165,801.616)으로 이동하여 S19°E방향으로 80m 지점(X:517,894.437 Y:165,827.885)으로 이동하여 S9°E방향으로 110m지점(X:517,786.728 E:165,845.050)으로 이동하여 N83°W방향으로 190.0m 이동하여 해안선과 접속한 지점(X:517,809.577 E:165,655.925)선내의 구역[3]
- 육역: 속초시 장사동 548-4 외 9필지(6,522m2)[4]